# Melectoides fumipennis
Melectoides fumipennis är en biart som beskrevs av Roig-alsina 1991. Melectoides fumipennis ingår i släktet Melectoides och familjen långtungebin. Inga underarter finns listade i Catalogue of Life.